# Háromkorona-háború
A háromkorona-háború vagy északi hétéves háború 1563–70-ig folyt Dánia, Norvégia, Lübeck hanza város, a Lengyel–Litván Unió és Svédország között, s a stettini békekötéssel végződött. A háborúnak az volt az oka, hogy a dán király nem akarta kivenni címeréből a kalmari unió jelvényét, a három koronát.
Svédország 1523-ban kilépett a kalmari unióból, és I. Gusztáv (Vasa) uralkodása alatt önálló királyság lett. III. Keresztély dán király úgy fejezte ki rosszallását, hogy a kalmari unióban a három északi királyságot jelképező három korona címerképet, amely a mai napig a svéd címer részét képezi, felvette saját címerébe. Svéd részről ezt úgy értelmezték, hogy Dánia továbbra is igényt tart Svédországra.
Ennek ellenére közösen léptek fel, hogy a Balti-tenger feletti uralmukat biztosítsák. Az 1558–1583 között zajló livóniai háborúban szövetségesek voltak, hogy megállítsák az orosz terjeszkedést a Balti-tenger irányába, és együtt harcoltak a Hanza-szövetség ellen is. I. Gusztáv és III. Keresztély halála után új, becsvágyó uralkodók kerültek trónra XIV. Erik svéd király svéd és II. Frigyes dán király személyében. Svédország hadjárataival megakadályozta Dániát abban, hogy megszerezze Észtországot.

## Casus belli
A háború elkerülhetetlenné vált, amikor 1563 februárjában Koppenhágában feltartóztatták XIV. Erik svéd király megbízottait, akiket azért küldött a király a Hesseni őrgrófságba, hogy feleségül kérjék számára Krisztina hercegnőt. Körülbelül ebben az időben illesztette be Erik a svéd címerbe a dán és norvég címerképeket, s melyeket a dán tiltakozás ellenére is megtartott. 

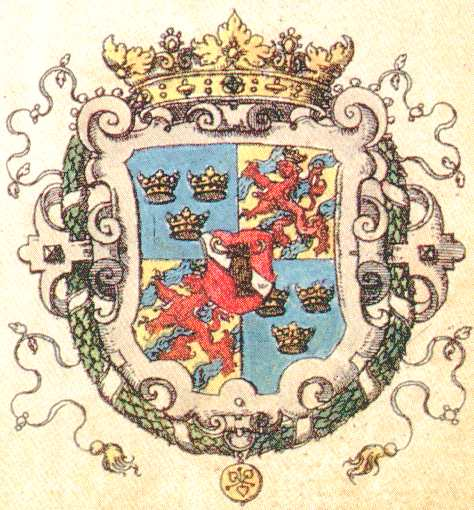
Svédország címere (1605)
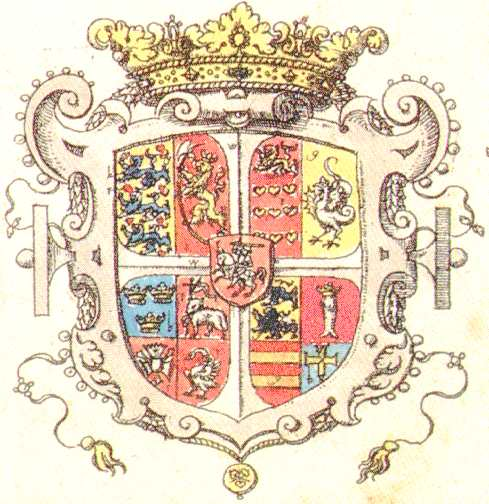
Dánia címere (1605)

Lübeck városát felháborította, hogy a svéd király visszavont bizonyos kereskedelmi előjogokat, és megszorításokat vezetett be, hogy az orosz kereskedelmet akadályozza. A Lengyel–Litván Unió szintén ellenőrzése alá akarta vonni a balti-tengeri kereskedelmet.

## A háború lefolyása

### A háború kezdeti szakasza
Májusban kezdődtek az első hadműveletek. A dán flotta Jakob Brockenhuus tengernagy vezetésével elhajózott a Balti-tenger felé. Hadüzenet nélkül tüzet nyitottak 1563. május 30-án Bornholmnál a svéd flottára, melyet Jakob Bagge irányított. A tengeri csata dán vereséggel végződött.
Német királyi küldöttek érkeztek Rostockba, hogy béketárgyalásokat kezdjenek, de a svéd küldöttség nem jelent meg. 1563. augusztus 13-án Stockholmban hadüzenetet adott át Dánia és Lübeck városa. Még augusztus folyamán Frigyes 25 000 főnyi hivatásos zsoldos hadsereg élén elindult Hallandból és szeptember 14-én elfoglalta Älvsborg várát (későbbi Göteborg), Svédország kapuját három napig tartó ostrom és hat órás roham támadás után.
A dánoknak sikerült elvágni Svédországot az Északi-tengertől és megbénítani a rendkívül fontos sókereskedelmet. Erik ekkor megtámadta Halmstadot, de az erős dán sereg visszaverte a svéd haderőt. Erik átadta a főparancsnokságot Charley de Moraysnak. A csata dán győzelemmel végződött Marednél. Szeptember 11-én Ölandnál vívtak tengeri csatát. Ezt követően egy időre beszüntették a harcokat.

### Déli hadjáratok

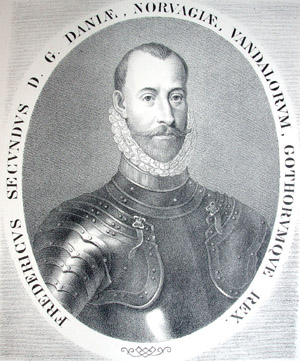
II. Frigyes (1534–1588) Dánia és Norvégia királya (1559-1588)

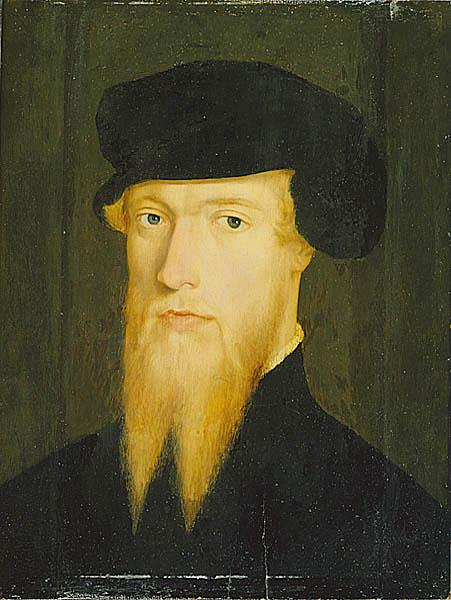
XIV. Erik (1533–1577) Svédország királya (1560-1568)

1564. május 30-án a svéd és a dán–lübecki hadiflotta csatázott egymással Goland és Öland között. A svéd flottát Jakob Bagge, a dán–lübecki hajóhadat pedig Herluf Trolle tengernagy irányította. Bagge fogságba esett, és a Balti-tenger legnagyobb hadihajója, a Mars (Makalös) elsüllyedt. A svéd hajóflotta visszatért Stockholmba, s a tengeri blokád továbbra is fennállt. Klas Horn lett az új tengernagy és Ölandtól északra a Jungfrun szigetnél ütközött meg a dán hajóhaddal augusztus 14-én. A tengeri blokádot nem sikerült áttörniük.
Horn 1565-ben megtámadta Halland és Skåne tartományokat, és betört Uddevalla és Bohuslän tartományba is. A dán sereg felégette Lödöse-t Västergötland tartományban. Erik személyesen vezette seregét, de később ismét átadta a parancsnokságot, ezúttal Nils Boijenek, aki 1564. augusztus 28-án bevette Varberget. A dánok Daniel Rantzau vezetésével legyőzték a svédeket az axtornai csatában október 20-án. A svédek tengeren jobban boldogultak. Horn, a svéd flotta parancsnoka a német partokig üldözte a dán–lübecki hajóhadat, és majdnem teljesen elpusztította. A győzelem után Horn Øresundba hajózott, és vámot vetett ki az áthaladó hajókra. 1565. június 4-én vívták a buchowi csatát Mecklenburg partjainál. A dán–lübecki flotta parancsnoka, Herlu Trolle halálosan megsebesült. Az 1565. július 7-én a Bornholm mellett vívott csatában a svéd flotta legyőzte a dán–lübecki hajóhadat, és svéd kézre került a Jegermesther parancsnoki hajó. Abban az évben Svédország ellenőrzése alá került a kelet-balti régió.
1566 januárjában a svédek sikertelenül ostromolták a Bohus erődöt Bohuslän tartományban. Daniel Rantzau ezután Västergötland tartományba vitte át csapatait. A tengeren Klas Horn admirális visszatért a Balti-tengerre, hogy beszedje a hajóktól az átkelési díjat. Eldöntetlen tengeri csatát vívtak Öland körül 1566. július 26-án. Július 28-án vihar szórta szét a dán–lübecki flotta felét. Klas Horn admirálist nevezték ki a svéd szárazföldi haderő parancsnokának, de szeptember 9-én meghalt.

### Északi hadjáratok
A svéd csapatok elfoglalták a védelem nélkül maradt Jämtland tartományt, de gyorsan kiűzték őket Trøndelag norvég kormányzójának vezetésével. 1564-ben a svédek újra bevonultak Jämtlandba, Härjedalen tartományba, Trøndelagba és Trondheimbe. Először kedvezően fogadták a svéd csapatokat, de később a magas adók miatt a lakosság fellázadt. A svédek kivonultak Trøndelagból, de Jämtlandot és Härjedlant továbbra is megszállás alatt tartották. A svéd csapatok Norvégia keleti részét is megtámadták. Délkeleten elfoglalták Bohus erődjét, de 1566-ban elvesztették. 1567-ben behatoltak Østerdalen völgybe, elfoglalták Tronheim városát, majd Oslo ellen indultak.

### A háború befejező szakasza

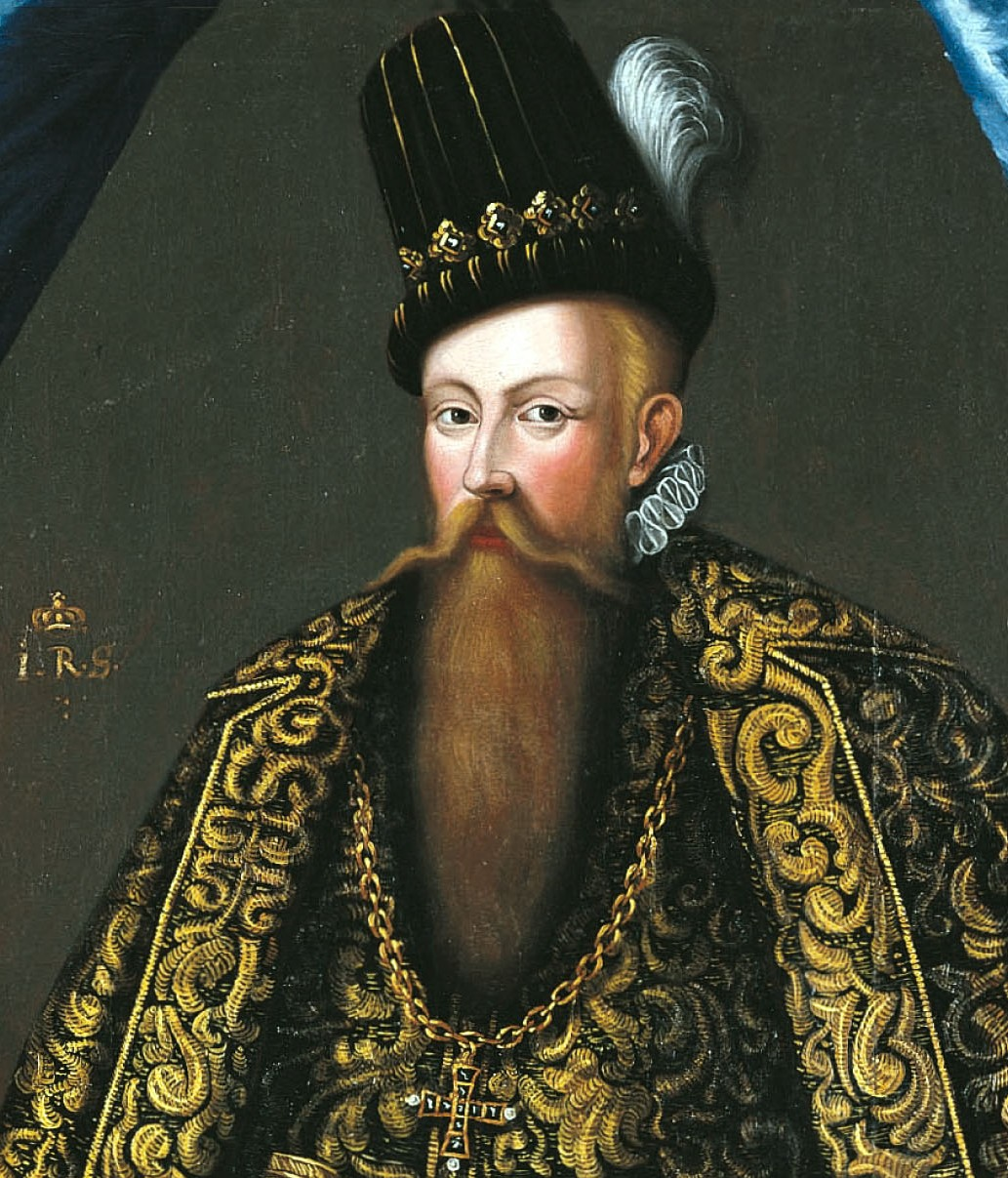
III. János svéd király

A dán szolgálatban álló zsoldosok felére számíthattak csupán, mert nem fizették őket. A dán hadvezetésnek le kellett mondania a Kalmar erőd elfoglalásáról, s helyette Stockholm ellen indultak. Erik megtámadta, és elfoglalta Blekinge tartományt.
1567 tavaszán a svéd király elméje elborult, és a svéd hadműveletek leálltak. A dánok kifáradtak, és októberig nem kezdtek komoly támadásokba.
1568-ban János herceg eltávolította beteg bátyját, és III. János néven megkoronáztatta magát. Béketárgyalásokat kezdett a dán királlyal. 1568. november 18-án létrejött a békeszerződés Roskildében, de a svédek megszegték, és 1569-ben ismét kiújultak a harcok.

## Béketárgyalások és következményei
1570-re mindkét fél hadserege kimerült. II. Miksa német-római császár közvetítésével béketárgyalások kezdődtek Stettinben. 1570. december 13-án aláírták a stettini békeszerződést. A svéd király lemondott Norvégiáról, Skåneről, Hallandról, Blekingéről és Gotlandról. A dán király lemondott Svédországról, a Balti-tenger dán felségterület lett, és a kalmari uniót érvénytelenítették.
A fenyegető orosz veszély miatt Svédországnak le kellett mondania livóniai területeiről, és jelentős összegű kártérítésre kötelezték a Hanza-szövetség javára. A három korona címerkép kérdése megoldatlan maradt, és későbbi konfliktusok forrása lett.